# Local government area dell'Australia Occidentale
Vi sono 140 Local Government Area (LGA) nell'Australia Occidentale, rappresentati dal Western Australian Local Government Association). Il mandato di queste LGA si basa sul Local Government Act 1995. Fra parentesi sono indicati i capoluoghi di ogni LGA.
- Città di Albany (Albany)
- Città di Armadale (Armadale)
- Contea di Ashburton (Tom Price)
- Contea di Augusta-Margaret River (Margaret River)
- Città di Bassendean (Bassendean)
- Città di Bayswater (Morley)
- Città di Belmont (Belmont)
- Contea di Beverley (Beverley)
- Contea di Boddington (Boddington)
- Contea di Boyup Brook (Boyup Brook)
- Contea di Bridgetown-Greenbushes (Bridgetown)
- Contea di Brookton (Brookton)
- Contea di Broome (Broome)
- Contea di Broomehill-Tambellup (Tambellup)
- Contea di Bruce Rock (Bruce Rock)
- Città di Bunbury (Bunbury)
- Contea di Busselton (Busselton)
- Città di Cambridge (Floreat)
- Città di Canning (Cannington)
- Contea di Capel (Capel)
- Contea di Carnamah (Carnamah)
- Contea di Carnarvon (Carnarvon)
- Contea di Chapman Valley (Nabawa)
- Contea di Chittering (Bindoon)
- Contea dell'Isola del Natale (Isola del Natale)
- Città di Claremont (Claremont)
- Città di Cockburn (Spearwood)
- Contea di Cocos (Home Island)
- Contea di Collie (Collie)
- Contea di Coolgardie (Coolgardie)
- Contea di Coorow (Coorow)
- Contea di Corrigin (Corrigin)
- Città di Cottesloe (Cottesloe)
- Contea di Cranbrook (Cranbrook)
- Contea di Cuballing (Cuballing)
- Contea di Cue (Cue)
- Contea di Cunderdin (Cunderdin)
- Contea di Dalwallinu (Dalwallinu)
- Contea di Dandaragan (Jurien Bay)
- Contea di Dardanup (Eaton)
- Contea di Denmark (Denmark)
- Contea di Derby-West Kimberley (Derby)
- Contea di Donnybrook-Balingup (Donnybrook)
- Contea di Dowerin (Dowerin)
- Contea di Dumbleyung (Dumbleyung)
- Contea di Dundas (Norseman)
- Città di East Fremantle (East Fremantle)
- Contea di East Pilbara (Newman)
- Contea di Esperance (Esperance)
- Contea di Exmouth (Exmouth)
- Città di Fremantle (Fremantle)
- Città di Geraldton-Greenough (Geraldton)
- Contea di Gingin (Gingin)
- Contea di Gnowangerup (Gnowangerup)
- Contea di Goomalling (Goomalling)
- Città di Gosnells (Gosnells)
- Contea di Halls Creek (Halls Creek)
- Contea di Harvey (Harvey)
- Contea di Irwin (Dongara)
- Contea di Jerramungup (Jerramungup)
- Città di Joondalup (Joondalup)
- Contea di Kalamunda (Kalamunda)
- Città di Kalgoorlie-Boulder (Kalgoorlie)
- Contea di Katanning (Katanning)
- Contea di Kellerberrin (Kellerberrin)
- Contea di Kent (Nyabing)
- Contea di Kojonup (Kojonup)
- Contea di Kondinin (Kondinin)
- Contea di Koorda (Koorda)
- Contea di Kulin (Kulin)
- Città di Kwinana (Kwinana)
- Contea di Lake Grace (Lake Grace)
- Contea di Laverton (Laverton)
- Contea di Leonora (Leonora)
- Città di Mandurah (Mandurah)
- Contea di Manjimup (Manjimup)
- Contea di Meekatharra (Meekatharra)
- Città di Melville (Booragoon)
- Contea di Menzies (Menzies)
- Contea di Merredin (Merredin)
- Contea di Mingenew (Mingenew)
- Contea di Moora (Moora)
- Contea di Morawa (Morawa)
- Città di Mosman Park (Mosman Park)
- Contea di Mount Magnet (Mount Magnet)
- Contea di Mount Marshall (Bencubbin)
- Contea di Mukinbudin (Mukinbudin)
- Contea di Mundaring (Mundaring)
- Contea di Murchison (nessuna)
- Contea di Murray (Pinjarra)
- Contea di Nannup (Nannup)
- Contea di Narembeen (Narembeen)
- Contea di Narrogin (Narrogin)
- Città di Narrogin (Narrogin)
- Città di Nedlands (Nedlands)
- Contea di Ngaanyatjarraku (Warburton)
- Contea di Northam (Northam)
- Contea di Northampton (Northampton)
- Contea di Nungarin (Nungarin)
- Contea di Peppermint Grove (Peppermint Grove)
- Contea di Perenjori (Perenjori)
- Città di Perth (Perth)
- Contea di Pingelly (Pingelly)
- Contea di Plantagenet (Mount Barker)
- Città di Port Hedland (Port Hedland)
- Contea di Quairading (Quairading)
- Contea di Ravensthorpe (Ravensthorpe)
- Città di Rockingham (Rockingham)
- Città di Karratha (Karratha)
- Contea di Sandstone (Sandstone)
- Contea di Serpentine-Jarrahdale (Mundijong)
- Contea di Shark Bay (Denham)
- Città di South Perth (South Perth)
- Città di Stirling (Stirling)
- Città di Subiaco (Subiaco)
- Città di Swan (Midland)
- Contea di Tammin (Tammin)
- Contea di Three Springs (Three Springs)
- Contea di Toodyay (Toodyay)
- Contea di Trayning (Trayning)
- Contea di Upper Gascoyne (Gascoyne Junction)
- Città di Victoria Park (Victoria Park)
- Contea di Victoria Plains (Calingiri)
- Città di Vincent (Leederville)
- Contea di Wagin (Wagin)
- Contea di Wandering (Wandering)
- Città di Wanneroo (Wanneroo)
- Contea di Waroona (Waroona)
- Contea di West Arthur (Darkan)
- Contea di Westonia (Westonia)
- Contea di Wickepin (Wickepin)
- Contea di Williams (Williams)
- Contea di Wiluna (Wiluna)
- Contea di Wongan-Ballidu (Wongan Hills)
- Contea di Woodanilling (Woodanilling)
- Contea di Wyalkatchem (Wyalkatchem)
- Contea di Wyndham-East Kimberley (Kununurra)
- Contea di Yalgoo (Yalgoo)
- Contea di Yilgarn (Southern Cross)
- Contea di York (York)